# Mycopathologia
Mycopathologia – recenzowane czasopismo naukowe poświęcone roli grzybów w chorobach ludzi i zwierząt, czyli mykologii medycznej i weterynaryjnej. Czasopismo w 1938 roku założył Wilhelm Junk w Hadze jako Mycopathologia (ISSN 0369-299X). Od 1950 r. czasopismo wychodziło pod tytułem Mycopathologia & Mycologia Applicata (ISSN 0027-5530, w literaturze cytowane jako Mycopath. Mycol. appl.), w 1975 znów powróciło do pierwotnego tytułu Mycopathologia (ISSN 0301-486X). W latach 1959–1984 wychodził do czasopisma dodatek pod tytułem Iconographia Mycologica (ISSN 0073-4411). Czasopismo wydawane jest przez Springer Link.
Mycopathologia jest oficjalnym czasopismem Międzynarodowej Unii Towarzystw Mikrobiologicznych (IUMS). Na łamach tego czasopisma przedstawiono wiele przełomowych odkryć w dziedzinie mykologii medycznej. Publikowane są w nim recenzowane, oryginalne artykuły podkreślające ważne wydarzenia dotyczące grzybów i chorób grzybiczych o znaczeniu medycznym. Czasopismo zwraca uwagę na ważne osiągnięcia w systematyce i taksonomii grzybów, diagnostyce laboratoryjnej zakażeń grzybiczych, lekach przeciwgrzybiczych, obrazach klinicznych i leczeniu oraz epidemiologii chorób grzybiczych na całym świecie. Aktualne artykuły opiniotwórcze, mini-recenzje i inne komunikaty są zwykle zapraszane według uznania redakcji. W każdym numerze czasopisma publikowane są unikalne opisy przypadków ukazujące bezprecedensowy postęp w diagnostyce i leczeniu zakażeń grzybiczych. Sekcja Mycopathologia IMAGE to krótki raportu kliniczny, który może być interesujący dla grupy lekarzy i naukowców laboratoryjnych. Mycopathologia GENOME jest przeznaczona do szybkiej publikacji nowych genomów grzybów chorobotwórczych dla ludzi i zwierząt.
Online dostępny jest indeks wszystkich numerów czasopisma ze spisem ich treści.